# Rektoskopie
Eine Rektoskopie (oder Mastdarmspiegelung) dient der Untersuchung des Enddarmes und meistens auch der letzten Zentimeter des Afters (mit Proktoskopie: Proktorektoskopie). Diese Untersuchung wird entweder in einer Praxis oder einer Klinik von einem Arzt durchgeführt. Eine Spiegelung des gesamten Dickdarms wird hingegen Koloskopie genannt.

## Vorbereitung
Die Vorbereitung zur Untersuchung gestaltet sich folgendermaßen: Es muss der Mastdarm entleert werden, damit die Untersuchung nicht durch Stuhlreste behindert wird. Dafür wird etwa eine Stunde vor der Untersuchung ein starkes Abführmittel als Klistier oder Zäpfchen verabreicht, das innerhalb von 15 bis 30 Minuten zu einer Darmentleerung führt. Früher wurde hier häufig ein Reinigungseinlauf mit einer größeren Flüssigkeitsmenge gegeben, was sich aber nachteilig auf die folgende Untersuchung auswirkte. Da sich im Darm selbst nach einer Wartezeit von einer Stunde teilweise noch Reste der Spülflüssigkeit befunden hatten, musste diese erst immer bei der Untersuchung abgesaugt werden, was die Qualität der Untersuchung beeinträchtigte und die Untersuchungsdauer verlängerte.

## Methode
Für diese, erstmals im 1. Jahrhundert durch den griechischen Chirurgen Leonidas beschriebene, Untersuchung  konstruierte der Gynäkologe Howard Atwood Kelly 1895 ein Rektoskop.
Heute wird in der Regel ein starres Rektoskop von ca. 20 bis 30 Zentimeter Länge und einem Durchmesser von etwa 2 Zentimeter verwendet. Seit einiger Zeit finden auch flexible Endoskope von etwa Fingerdicke und zirka 60 Zentimeter Länge Verwendung. Die Untersuchung des Patienten erfolgt in Linksseitenlage oder auf einem speziellen Rektoskopietisch, bei dem der Patient eine Art Knie-Ellenbogenlage einnimmt. Weiterhin ist die Rückenlage (ähnlich wie beim Frauenarzt) möglich. Das Instrument wird unter Sicht vorgeschoben und in voller Länge eingeführt. Mittels Luftinsufflation wird der Darm zur Entfaltung der Schleimhaut erweitert und kann sorgfältig auf eventuelle Schädigung hin untersucht werden.
Die Untersuchung dauert etwa 5 bis 10 Minuten. Dabei können Entzündungen, Engstellen, Divertikel (Aussackungen), Hämorrhoiden und so genannte Polypen entdeckt werden. Polypen können im Laufe mehrerer Jahre zu Dickdarmkrebs (siehe auch Adenom-Karzinom-Sequenz) werden und sollten deshalb (auch im Rahmen von Vorsorge-Koloskopien) entfernt werden. Auch können Blutungen endoskopisch behandelt werden. Durch das Rektoskop kann eine Endosonographie durchgeführt werden (eine intraluminale Ultraschalluntersuchung). Beispielsweise wird damit die Infiltrierungstiefe von Adenomen und/oder Karzinomen untersucht. Die Untersuchung selbst wird häufig als unangenehm empfunden und kann gelegentlich auch etwas schmerzhaft sein, besonders durch die eingeblasene Luft, die starke Blähungen verursachen kann.